# Julien Buge (football, 1913)
Pour les articles homonymes, voir Julien Buge et Buge.
Julien Buge, né le 18 février 1913 à Paris XIIe et mort pour la France le 18 mai 1940, est un footballeur français.

## Biographie
Vainqueur du concours du jeune footballeur en 1931, Julien Buge joue à l'Excelsior de Roubaix de 1932 à 1935. Il remporte avec son club la finale de la Coupe de France en 1933, où il inscrit le deuxième but des siens face au Racing Club de Roubaix. Après deux saisons à l'Amiens AC de 1935 à 1937, il revient à l'Excelsior de 1937 à 1939.
Engagé dans l'infanterie au cours de la Seconde Guerre mondiale, il est tué au combat, à Inor dans la Meuse, le 18 mai 1940. Son fils Julien, né en 1935, devient à son tour footballeur professionnel, au CO Roubaix-Tourcoing.